# Horehronie
Horehronie је словачка поп песма коју је компоновао Мартин Кавулич са текстом песника Камила Петераја у извођењу Кристине и била је словачки представник на Песми Евровизије 2010. године. Изведена је са пратећим вокалом Ханом Сервицком и плесачима Мартином Микулашеком, Петером Живнером, Давидом Шимером и Славомиром Колковичем. Песма је ода туристичком региону Хорехроние. Композиција је победник словачког националног финала Евросонга 2010.
Није успела да се квалификује у велико финале Песме Евровизије 2010. Међутим, многи наступ сматрају једним од најбољих словачких презентација на овом светском такмичењу.